# David Thomas Ansted
David Thomas Ansted est un géologue et un écrivain britannique, né le 5 février 1814 à Londres et mort le 13 mai 1880 à Melton (Suffolk).

## Biographie
Il fait ses études au Jesus College (Cambridge) où il obtient son Master of Arts en 1839 et devient membre de ce collège.
Inspiré par l’enseignement d’Adam Sedgwick (1785-1873), il commence à s’intéresse à la géologie. En 1840, il est élu professeur de géologie au King's College de Londres, poste qu’il occupe jusqu’en 1853. Il devient membre de la Royal Society en 1844 et occupe le poste de vice-secrétaire (1844-1847) de la Société géologique de Londres.
Ansted commence à s’intéresser aux aspects pratiques de la géologie et visite diverses régions de Grande-Bretagne et d’Europe comme conseiller en géologie et ingénieur des mines.
Le livre d’Ansted, Gold-Seekers Manual (1849) tente d’améliorer la prospection des immigrants de la ruée vers l'or en Californie. Ses autres publications sont Geology, introductory, descriptive, & practical (1844), The Geologist's Text-Book (1845), Syllabus of lectures on mineralogy, geology, and practical geology... (1848), An elementary course of geology, mineralogy, and physical geography (1850), The Great Stone Book of Nature (1853), The applications of geology to the arts and manufactures... (1865).
En 1853, sa réputation est telle qu’il est engagé par des investisseurs pour étudier les dépôts de charbon le long de la New River dans le sud de la Virginie et il est l’un des premiers géologues à identifier les riches dépôts de houille qui s’y trouvaient. Ses travaux contribuent au boom minier de cette région, il investie le territoire le long de la Midland Trail (en) dans le comté de Fayette qui deviendra le nouvel État de la Virginie-Occidentale en 1863 durant la Guerre de Sécession (1861-1865).
Le protégé d’Ansted, William Nelson Page (en) (1854-1932), devient un important industriel développant hauts fourneaux, mines de charbon et chemins de fer dans la région.
Ansted entretient une correspondance avec Charles Darwin (1809-1882) vers 1860. En 1868, Ansted devient examinateur en géographie physique au département de la science et des arts au King’s College.
La ville d’Ansted dans le comté de Fayette lui a été dédiée en 1873.

## Note
1. ↑  Consultable librement sur American Libraries (Internet Archive).
2. ↑  Consultable librement sur American Libraries (Internet Archive).
3. ↑  Consultable librement sur American Libraries (Internet Archive).

## Source
- (en) Cet article est partiellement ou en totalité issu de l’article de Wikipédia en anglais intitulé « David T. Ansted » (voir la liste des auteurs) (version du 12 janvier 2009).